# Skanör med Falsterbo stad
Denna artikel handlar om den tidigare kommunen Skanör med Falsterbo stad. För tätorten, se Skanör med Falsterbo.
Skanör med Falsterbo stad var en stad och kommun i Malmöhus län. 

## Administrativ historik
Städerna Skanör och Falsterbo förenades 1754 till en politisk enhet under gemensam borgmästare.
Staden blev en egen kommun, enligt Förordning om kommunalstyrelse i stad (SFS 1862:14) 1 januari 1863, då Sveriges kommunsystem infördes. Ända fram till 1934 saknade Skanör med Falsterbo (från 1919 som enda stad i landet) stadsfullmäktige, och dess högsta beslutande organ var en allmän rådstuga. 1971 ombildades staden till en kommun av enhetlig typ med namnet Skanör med Falsterbo kommun, vilken 1974 gick upp i Vellinge kommun.
Den egna jurisdiktionen fanns kvar ända till 1947, varefter staden judiciellt ingick i Oxie och Skytts häraders tingslag.
I kyrkligt hänseende hörde staden till Skanörs församling och Falsterbo församling.

### Sockenkod
För registrerade fornfynd med mera återfinns staden inom ett område definierat av sockenkod 1337, som motsvarar den omfattning staden hade kring 1950.

## Stadsvapnet
Blasonering: I fält av silver en från en av en vågskura bildad blå stam, belagd med fem: tre och två ordnade fiskar av silver, uppskjutande krenelerad röd borg med tre krenelerade kupoltäckta torn, det mellersta högst.
Vapnet var inte officiellt fastställt.

## Geografi
Skanör med Falsterbo stad omfattade den 1 januari 1952 en areal av 17,51 km², varav 17,48 km² land.

### Tätorter i staden 1960
I Skanör med Falsterbo stad fanns tätorten Skanör med Falsterbo, som hade 892 invånare den 1 november 1960. Tätortsgraden i staden var då 100,0 procent.

## Politik
Staden var länge landets minsta och inte förrän 1933 infördes stadsfullmäktige, sist i Sverige. 

### Mandatfördelning i valen 1934-1970
| 6 | 1 | 1 | 3 | 2 | 7 |

| 20 |

| 6 | 1 | 2 | 2 | 9 |

| 19 |

| 7 | 2 | 3 | 8 |

| 20 |

| 7 | 1 | 5 | 7 |

| 20 |

| 6 | 1 | 5 | 8 |

| 19 |

| 4 | 4 | 5 | 7 |

| 19 |

| 5 | 5 | 3 | 7 |

| 19 |

| 6 | 3 | 2 | 2 | 7 |

| 20 |

| 7 | 3 | 3 | 2 | 10 |

| 23 |

| 5 |  | 6 | 4 | 9 |

| 23 |